# ReGame?
《ReGame?》은 록 밴드 넥스트의 5.5집 앨범이다.

## 앨범
팬 서비스 앨범으로는 1997년 음반인 《N.EX.T Concert Album - The First Fan Service》 이후 두 번째 시리즈로, 이들이 6집 제작으로 가기 전 이들이 자신들의 음악적 성과를 돌아보고, 팬 서비스 차원에서 만들었다고 할 수 있다. 커버는 넥스트 멤버 6명이 조명 밑에 등장하여 퀸의 《Queen II》앨범 커버와 비슷하게 제작됐다.
넥스트의 이름으로 나오긴 했지만 수록곡은 신곡〈The Last Love Song〉을 제외하면 모두 무한궤도, 비트겐슈타인 등 신해철이 주축이었던 밴드의 곡이나 그가 만든 곡으로 구성되어있다. 또한 60인조 체코 심포니 오케스트라와의 협연으로 원곡보다 스케일이 더욱 커졌다. 이 앨범에서는 몇몇 동료 가수들이 참여했는데, 윤도현은 〈날아라 병아리〉에서 하모니카로 피쳐링을, 과거 신해철이 제작했던 바람부는 날이면 압구정동에 가야한다 (OST)의 수록곡으로 엄정화가 불렀었던 〈눈동자〉는 채연이 보컬을 맡았고, 먼데이 키즈는 〈인형의 기사〉에서 피쳐링을 했다.
작업시기에는 멤버교체가 있었는데, 5집 앨범 활동 당시의 멤버 원상욱(쌩), 김동혁, 이용준(쭈니) 세 명이 탈퇴하고 신해철과 데빈이 있는 상태에서 90년대 전성기를 이끌던 김세황, 김영석, 이수용이 차례대로 다시 합류하여 화제를 모았다. 그리고 새로운 멤버로는 탤런트이자 기타리스트 인 지현우의 친형 키보디스트 지현수가 가입하면서 밴드 사상 최초로 6인조 체제가 완성되었다. 나중에 넥스트의 리더 신해철은 "이 앨범은 오래 전부터 구상해놓고 준비를 해 놓았으나, 멤버 교체로 인해 제작은 생각보다 늦게 이뤄지게 되었다"라고 밝히기도 했다.
그러다가 2006년 11월에 데빈이 넥스트를 떠났고, 2007년 1월에는 김영석과 이수용도 다시 팀을 탈퇴한다.

## 곡 목록
| #             | 제목                           | 작사          | 작곡                 | 편곡           | 재생 시간 |
| ------------- | ------------------------------ | ------------- | -------------------- | -------------- | --------- |
| 1.            | 아버지와 나 Part Ⅰ             | 신해철        | 신해철               | N.EX.T         | 5:10      |
| 2.            | 아버지와 나 Part Ⅱ             |               | 신해철               | N.EX.T         | 2:58      |
| 3.            | Friends                        | 신해철        | 신해철, 임형빈       | 신해철, 데빈   | 4:51      |
| 4.            | 그대에게                       | 신해철        | 신해철               | N.EX.T         | 5:06      |
| 5.            | 날아라 병아리 (Feat. 윤도현)   | 신해철        | 신해철               | N.EX.T         | 5:10      |
| 6.            | 눈동자 (Feat. 채연)            | 신해철        | 신해철               | N.EX.T         | 5:49      |
| 7.            | The Dreamer                    | 신해철        | 신해철               | N.EX.T         | 5:19      |
| 8.            | 인형의 기사 (Feat. 먼데이키즈) | 신해철        | 신해철               | N.EX.T         | 5:49      |
| 9.            | 우리 앞의 생이 끝나갈때        | 신해철        | 신해철               | N.EX.T         | 4:58      |
| 10.           | The Last Love Song             |               | 신해철, 김세황, 데빈 | 김대홍, N.EX.T | 5:26      |
| 11.           | 영원히                         | 신해철        | 신해철               | N.EX.T         | 5:20      |
| 총 재생 시간: | 총 재생 시간:                  | 총 재생 시간: | 총 재생 시간:        | 총 재생 시간:  | 59:35     |

- 디지털 싱글버전으로 리더 신해철이 솔로로 부른 〈인형의 기사(Crom Ver.)〉가 있음

## 참여
넥스트
- 신해철 - 보컬(메인 보컬), 프로그래밍, 프로듀서, 현악 편곡, 믹싱(Nextoris studio), 이그제큐티브 프로듀서
- 김세황 - 기타, 녹음(CP&Koz studio)
- 데빈 리 - 기타(전기 기타), 공동 프로듀서, 녹음(Nextoris studio)
- 김영석 - 베이스, 녹음(CP&Koz studio)
- 이수용 - 드럼
- 지현수 - 키보드

스탭
- 박권일 - 프로듀서, 믹싱·녹음(Kocca studio), 프로덕션 수퍼바이저
- Gary Owen(김대홍), Ivan Zelenca - 현악 편곡
- Petr Belohlavek, Dana - 오케스트라 조정
- Zdenek Bartak - 오케스트라 감독
- 정호정 - 녹음(Kocca studio)
  - 민지연 - 보조(Kocca studio)
- 송경조 - 녹음(Rui studio)
  - 정택주 - 보조(Rui studio)
- 이건호 - 녹음(studio 9)
- Milan Jilek - 녹음(sutio "A" of the Czech Radio)
  - Karel Fisl - 보조(sutio "A" of the Czech Radio)
- Bernie Grundman(Bernie Grundman Mastering, 헐리우드) - 마스터링
- 김명주 - 디자인
- 설기범 - 사진
- 송현주 - 마케팅 디렉터
- 성태현, 고인율, 권일구 - 매니지먼트
- 김봉찬 - 디지털 마케팅